# Ирландский патроним
Ирландский патроним или отчество — средство вторичной идентификации в системе древнеирландского составного имени. Впоследствии ирландские патронимы превратились в клановые имена, которые в свою очередь стали современными ирландскими фамилиями.

## Огамический период
Все огамические надписи представляют собой конструкции из одного или нескольких имен, часто связанных между собой специальными формульными словами.
Схемы построения огамических надписей:
- X MAQQI Y «такого-то сына такого-то» (Х-а сына Y-а)
- «Х-а потомка Y-а», где Y — имя бога или обожествленного предка: (a) X MAQQI MUCOI Y (b) X MAQQI Y MUCOI Z (c) X KOI MAQQI MUCOI Y (d) X MUCOI Y (e) X MAQQI Y MUCOI Z
- только имя без сопровождающих слов: «Х-а»;
- (a) X AVI Y (b) X MAQQI Y AVI Z «Х-а внука Y-а»;
- X CELI Y «Х-а вассала Y-а»;
- ономастическая формула со словом ANM `имя` : (a) ANM X MAQQI Y (b) ANM X;
- «Х-а племянника Y-а» (NETA);
- ономастическая формула со словом KOI `здесь`.

## Средневековый период
Многие древние названия ирландских племён произошли не от названий территории, на которой они жили, а от имен некоторых из их выдающихся исторических или мифологических предков. Названия племён составлялись из имени этого первопредка с префиксацией одного из этих слов:
- CINÉL, род, раса, потомки; например, Cinel Eogain, раса Эогана — genus Eugenii. Cinel Conaill, раса Коналла; этот префикс сохранился в названиях баронств Кинеларти, Кинелмаки, Кинела.
- CLANN, дети, раса, потомки; Clann Colmain, потомки Колмана, племенное имя О Мелаглинсов из Мита.
- CORC, CORCA, раса, потомство; Corca Bhaiscinn из Клер; Corca-Duibhne из Керри.
- DÁL, племя, потомство; Дал-Риада, Дал-Арайде, Дал-Мешинкорб, Дал Кайш и т. д.
- MACCU. Этот префикс появляется в древнейших рукописях в значении «сыновья»: Dubthach Macu Lugair «Дубтах из сыновей Лугара».
- MUINTIR, семья, люди; Muintir Maoilmordha, племенное имя семейств О Рейли из Восточного Брефни; Muintir Murchadha — у О Флаэрти из Западного Коннахта.
- SÍL, SÍOL, семя, потомство; Siol-Muireadhaigh — племенное имя О Коноров и им подобных из графства Роскомон; Siol-Anmchadha — у О Мэдденсов из Уи Майне; Siol-Maoelruanaidh — у Мак Дермотов из Мойлурга.
- TELACH, семья; Tealach Eachdhach — у Магауранов из Кавана; Tealach Dunchadha — у Мак Кернанов оттуда же.
- SLICHT, SLIOCHT, потомство; Sliocht Aedha Slaine — потомки Аеда Слайне из Мита; Sliocht Aineslis — потомки Станислауса, племенное имя септа О Донованов из прихода Килмин в графстве Корк.
- ÚA (aue), внук, потомок; мн. Uí (áui), дат. и абл. Uib (auib). Это слово (засвидетельствованное в огамическом AVI) происходит от индоевропейского *auos «дед»[1] и родственно лат. avus «дед», др.-рус. вуй «дядя по матери» . По предположению И. Мак-Нила, AVI первоначально означало потомка отдалённого, мифологического предка и имело скорее религиозное значение[2]. Это обозначение встречается в именах ирландских племен очень часто. Например, Уи Нейлл, потомство короля Ниалла Девять Заложников, правившего в начале V века; Уи Бриунь, то есть потомки Бриана, племенное имя потомков Бриана, старшего брата того же самого короля.

Принято считать, и Китинг это подтверждает, что употребление частиц O' и мас восходит ко времени короля Бриана Бору, который повелел всем потомкам Миля взять различные патронимические имена. Каждая ветвь, каждое племя выбрали себе имя самого знаменитого предка, прибавив к нему Мас или О.

## Скандинавское нашествие и его последствия
Считается, что именно благодаря скандинавам, которые подтолкнули ирландцев к созданию собственной генеалогии, использование фамилий в Ирландии укрепилось.